# Genādijs Šitiks
Genādijs Šitiks (in russo Геннадий Васильевич Шитик?; 18 giugno 1958 – 20 agosto 2009) è stato un calciatore e allenatore di calcio lettone, di ruolo attaccante.

## Carriera

### Calciatore

#### Club
Cominciò la sua carriera con il RĖZ Riga giocando il campionato statale lettone 1978. Le sue prestazioni attirarono le attenzioni del Daugava Rīga all'epoca unico club lettone a disputare il Campionato sovietico di calcio, che partecipava alla Vtoraja Liga 1919, terza serie del campionato; alla prima stagione in tale campionato Šitiks disputò 30 partite mettendo a segno cinque reti. L'anno seguente, però, tornò nel campionato statale vestendo la maglia del Progress Rīga. Tornato al campionato sovietico nel 1981 sempre col Daugava Rīga, vinse sia il Girone 8, che quello per la promozione, ottenendo l'accesso alla seconda serie.
L'annata più importante con la maglia del Daugava Riga fu certamente quella del 1985: la squadra, infatti, vinse la Pervaja Liga 1985, sia il proprio Girone, che quello finale, avendo la possibilità di partecipare agli spareggi per l'accesso alla Vysšaja Liga: Šitiks disputò tutti gli incontri del torneo che vide il Daugava arrivare terzo, mancando l'accesso alla massima serie. A metà stagione 1989 passò al Zveynieks Liepāja, altra squadre lettone del campionato sovietico, militante in terza serie. La squadra finì al diciannovesimo posto retrocedendo nella neonata Vtoraja Nizšaja Liga, cambiando nome in Olimpija Liepāja.
Nel 1991 giocò col Pārdaugava l'ultimo campionato statale lettone, passando a metà stagione all'estero con i polacchi del Granat Skarżysko-Kamienna, club di terza serie. Tornato in patria, giocò la seconda metà della stagione 1992 col VEF Riga. Nel 1993 disputò la sua seconda e ultima stagione all'estero, stavolta all'estero, in Svezia col IFK Tidaholm, club anch'esso di terza serie.
Nel 1994 si trasferì nelle file dell'Olimpija Rīga, con cui vinse la Coppa di Lettonia 1994.
Chiuse la carriera nel Vecriga Rīga, con cui vinse la 1. Līga 1996.

#### Nazionale
Nel 1992 ha collezionato 4 presenze in nazionale, tutti nel 1992, senza reti all'attivo. Esordì il 26 maggio 1992 giocando titolare l'amichevole contro Malta, venendo sostituito nel finale da Einārs Gņedojs. Giocò una sola gara in un torneo ufficiale, quella contro la Lituania disputata il 12 agosto, valida per le qualificazioni al campionato mondiale di calcio 1994, in cui entrò ad inizio secondo tempo al posto di Aleksandrs Glazovs.

### Allenatore
Dal 2006 fino alla sua morte fu allenatore della Nazionale Under-21 di calcio della Lettonia.

## Statistiche

### Cronologia presenze e reti in nazionale
| Cronologia completa delle presenze e delle reti in nazionale ― Lettonia | Cronologia completa delle presenze e delle reti in nazionale ― Lettonia | Cronologia completa delle presenze e delle reti in nazionale ― Lettonia | Cronologia completa delle presenze e delle reti in nazionale ― Lettonia | Cronologia completa delle presenze e delle reti in nazionale ― Lettonia | Cronologia completa delle presenze e delle reti in nazionale ― Lettonia | Cronologia completa delle presenze e delle reti in nazionale ― Lettonia | Cronologia completa delle presenze e delle reti in nazionale ― Lettonia |
| Data                                                                    | Città                                                                   | In casa                                                                 | Risultato                                                               | Ospiti                                                                  | Competizione                                                            | Reti                                                                    | Note                                                                    |
| ----------------------------------------------------------------------- | ----------------------------------------------------------------------- | ----------------------------------------------------------------------- | ----------------------------------------------------------------------- | ----------------------------------------------------------------------- | ----------------------------------------------------------------------- | ----------------------------------------------------------------------- | ----------------------------------------------------------------------- |
| 26-5-1992                                                               | Ta' Qali                                                                | Malta                                                                   | 1 – 0                                                                   | Lettonia                                                                | Amichevole                                                              | -                                                                       | 75’                                                                     |
| 10-7-1992                                                               | Liepaja                                                                 | Lettonia                                                                | 2 – 1                                                                   | Estonia                                                                 | Coppa del Baltico 1992                                                  | -                                                                       |                                                                         |
| 12-7-1992                                                               | Liepaja                                                                 | Lettonia                                                                | 2 – 3                                                                   | Lituania                                                                | Coppa del Baltico 1992                                                  | -                                                                       | 40’                                                                     |
| 12-8-1992                                                               | Riga                                                                    | Lettonia                                                                | 1 – 2                                                                   | Lituania                                                                | Qual. Mondiali 1994                                                     | -                                                                       | 46’ 58’                                                                 |
| Totale                                                                  |                                                                         | Presenze                                                                | 4                                                                       |                                                                         | Reti                                                                    | 0                                                                       |                                                                         |

## Palmarès

### Club
- Pervaja Liga: 1

Daugava Riga:1985
- Vtoraja Liga: 1

Daugava Riga: 1981 (Zona 8)
- Coppa di Lettonia: 1

Olimpija Rīga: 1994
- 1. Līga: 1

Vecriga: 1996